# Chispita y sus gorilas
Chispita y sus gorilas es una película española dirigida por Luis María Delgado y estrenada el 16 de diciembre de 1982.

## Argumento
Chispita (Macarena Camacho) es una niña andaluza, dotada de una voz prodigiosa, cuya madre acaba de fallecer. Pronto descubre, sin embargo, que en realidad era adoptada. Decide entonces encontrar a su verdadera madre, y en esa aventura será ayudada por sus nuevos amigos, los niños Puñe (Miguel Joven) y Tazo (Miguel Ángel Valero).
- Datos: Q2876997